# Kereszteslovagok (videójáték)
A Kereszteslovagok (Knights of the Cross) egy 2001 októberében kiadott, lengyel fejlesztésű, stratégiai PC játék, mely hiteles történelmi eseményeken, valamint Henryk Sienkiewicz azonos című regényén alapszik. A játék cselekménye a 15. században játszódik, egészen pontosan az 1410-es grünwaldi avagy tannenbergi csatát megelőző és követő időszakban, mely alatt Európa legjelentősebb csatái dúltak. A játék lehetőséget ad arra, hogy a lengyel-litván haderők és a Német Lovagrend között folyó csaták minden mozzanatát megismerjük.

## Történelmi háttér
A játék hiteles történelmi eseményeken alapul: a Lengyel–litván–lovagrendi háború történéseit dolgozza fel, melyben a lengyelek kemény harcban verték le a 14. század eleje óta őket veszélyeztető Német Lovagrendet. A háború döntő ütközete a késő középkor egyik legjelentősebb szárazföldi nyílt csatája, a grünwaldi avagy tannenbergi csata volt, ahol a lovagok hada teljesen megsemmisült (nem ez volt az első megsemmisítő vereségük, de ilyen nagy létszámú rendi sereget eddig sehol sem zúztak porrá a háborúi során).
A vereség katasztrofális hatással volt a Német Lovagrendre, s részben ez a csata vezette őket későbbi bukásukhoz.

### Henryk Sienkiewicz: Kereszteslovagok
A történelmi események mellett a játék készítői a híres lengyel író, Henryk Sienkiewicz 1900-ban kiadott, Keresztes lovagok című szépirodalmi művét is alapul vették a játék elkészítéséhez.

## A játék története
A Kereszteslovagok megjelenése előtt a játék demóverziója ingyenesen letölthetővé vált a játék hivatalos oldalán.
2001 októberében aztán a Free Mind Software fejlesztőinek játéka a Cenega által klasszikus sierra dobozban és DVD kiadásban is kereskedelmi forgalomba került.
A Kereszteslovagok borítóját egy professzionális festő készítette.
Magyarországon először 2005-ben jelent meg a játék.

## Játékmenet

### Játékmódok
A játék három különféle módban játszható: „fordulónkénti”, „korlátozott idő” és „szimultán” módban (utóbbi csak hálózatban érhető el).
- A „fordulónkénti” módban az összes játékos szabadon irányíthatja egységeit és csak tőlük függ, hogy mikor támadnak vagy védekeznek. Egy forduló alatt minden egység csak egy alkalommal mozdulhat vagy támadhat (kivéve ha olyan különleges képességel van felruházva, ami lehetővé teszi számára a többszöri támadást).
- A „korlátozott idő” módban korlátozott idő áll a játékosok rendelkezésére. Ezt az időt befolyásolja az egységek száma és a játékos aktivitása. A visszaszámláló csak annak a játékosnak a képernyőjén látható, aki épp játékban van, így az ellenfél sem juthat könnyen szerzett előnyhöz.
- A „szimultán” módban korlátozott idő alatt kell gyors csapatmozdulatokat végezni, majd az irányítás az ellenfél kezébe kerül. Az irányítás automatikusan cserélődik, így nincs szükség kezdeményezésre. Ez a mód csak hálózatban érhető el.[4]

### A győzelem, vereség feltételei
A csata akkor ér véget, ha:
- az egyik fél minden egysége elpusztult
- minden stratégia pont elpusztult (ez az eshetőség nem minden pályán fordulhat elő)
- az az egység pusztul el, amelyiknek nem kellett volna
- a játékost szimbolizáló egység pusztul el (ez esetben vége az egész hadjáratnak)[5]

### Egységek elhelyezése, mozgatása, fejlesztése
A játék kezdetén mindkét fél rendelkezik egy alapsereggel, melyet további egységek megvételével bővíthet ki (pénzt az ellenfél egységeinek elpusztításával lehet szerezni). Az adott csatát túlélő egységek alkotják a következő küldetés alapseregét.
Az egységeket lehet egyenként és csoportosan is mozgatni (utóbbi esetben az egységek kisebb távolságot tudnak megtenni). Ha egy egységet körbevesznek az ellenfél egységei, akkor nem tudnak mozogni mindaddig, míg támadás útján, vagy egy másik egység segítségével ki nem szabadulnak a gyűrűből. A lövész, illetve gépesített egységek ilyen esetben nem tudják használni képességeiket, csupán csökkentett erejű támadást tudnak indítani.
Az egységek ereje nemcsak az alapvető paramétereiktől függhet, hanem az egészségi szintjüktől, a fegyelmüktől, az edzettségi szintjüktől és a felszerelésüktől is.

### Terep, időjárás
A támadás és védekezés ereje nemcsak a harcban részt vevő egységeken múlik, hanem a csatatér felszínén, az időjáráson, valamint a szél irányán és erősségén is.
A terep befolyása a harc kimenetélre szabályozott. Az íjászok nem érnek el sokat, ha a célpont az erdőben bujkál, az erdőből nem lehet rohamtámadásra indulni, a hullámzó vízben nehezebb mozogni, s célozni.
Az időjárás fontos is szerephez jut a játékban, mivel befolyásolja az egységek támadóértékét. Esőben, vagy viharban a lövész egységek kevésbé hatékonyak, míg a lovasság nem tud támadni.
A szél szintén fontos szerephez jut a játékban. A szél aktuális iránya és erőssége a kép bal felső sarkában elhelyezkedő grafikonon figyelhető meg. A szélnek három típusa létezik: a gyenge, a közepes, illetve az erős. A szél erőssége befolyásolja az íjászok és az íjpuskások pontosságát, valamint a hatótávolságát is (ez csak közepes és erős szél esetén történhet meg), így érthető, hogy a lövész egységek ereje csak teljes szélcsendben használható ki.

## A játék kezelése

### Menü
- New game - Új játék
- Scenario - Új küldetés
- Load game - Mentett játék
- Network game - Online játék
- Options - Beállítások
- Lexicon - Lexikon
- Exit - Kilépés

### Gyorsgombok
- M - Térkép
- Q - Küldetés tárgya
- Z - Látómező elrejtése/megjelenítése
- J - Egészség "bar" elrejtése/megjelenítése
- E - Egység elhelyezése az alapseregtől
- R - Új egység toborzása
- U - Edzésszintjavító központ
- A - A legközelebbi támadásra alkalmas egység
- N - A legközelebbi mozgásra kész egység
- C - Visszalépés
- W - Párbeszéd az ellenféllel (csak hálózatban)
- D - Dialóguslista elrejtése/megjelenítése[9]

## Készítők
Programozás, eszközök
- Tomasz Satryjan

Térkép
- Gregorz Hasperczyk

Grafika
- Andrzej Karasz
- Edwin Staniek
- Tomasz Chudy
- Krysztof Gruszka

Hang, effektek
- Lukasz Zajac

Zene
- Adam Mrorczek

Térképészeti eszközök
- Arkadiusz Wojcieszczak

Tesztelés
- Radoslaw Kopczyk
- Angnieszka Klamra
- Janusz Orzceh

Külön köszönet
- David C. Hamilton Williams[10]

## Fogadtatás
A játékról írt kritikák legtöbbje kiemeli a játék élvezhetőségét és hűségét a történelmi múlthoz.
Ha olyan stratégiai játékot keresel, mely hű a történelmi múlthoz, a Kereszteslovagokat neked találták ki.
Az alábbi játék tipikus példája annak, hogy nem csak a szupergrafikájú, 3D-és játékok nyújthatnak igazi élvezetet.

## Külső hivatkozások
- A Cenega hivatalos oldala
- A lengyel forgalmazó oldala
- A játék a MobyGames adatbázisában
- Knights of the Cross Archiválva 2009. április 1-i dátummal a Wayback Machine-ben az IGN oldalán